# Мухоловка (рід)
Мухоло́вка (Muscicapa) — рід горобцеподібних птахів родини Мухоловкових (Muscicapidae). Типовий вид — мухоловка сіра.

## Опис
Середніх та невеликих розмірів мухоловки. Дзьоб, на відміну від представників родів Ficedula та Cyanoptila найкраще пристосований для відлову комах у польоті. Його форма та довжина мінливі, проте у більшості видів він значною мірою сплющений та дуже широкий біля основи. Біля основи наддзьобка в кутках роту добре розвинені щетинки. Хвіст порівняно короткий або помірної довжини, у багатьох видів з неглибокою виїмкою на вершині. Ноги відносно слабкі. Цівка коротка і частіше за все тонка. Самець і самка забарвлені однаково. Забарвлення оперення не яскраве. Верхня частина тіла різних відтінків бурого, коричневого і сірого кольорів, іноді із домішками оливкового і рудого. Оперення низу світле, частіше за все білувате. У деяких видів на пір'ях верхньої частини голови і нижньої частини тіла наявна чітка або розмита поздовжня строкатість. Молоді птахи в гніздовому вбранні мають на пір'ях плямистий або лускатий малюнок.
Населяють різноманітні типи хвойних, мішаних хвойно-листяних і головним чином листяних лісів на рівнинах, у передгір'ї і горах, савани, зарості кущів, сади, парки. Деякі види можуть гніздитись в населених пунктах і навіть у відкритих ландшафтах.
Види, поширені в Палеарктиці та Індо-Малайській області перелітні і частково перелітні та зимують Південній і Південно-Східній Азії і Африці. Інші представники роду ведуть осілий спосіб життя.
На відміну від представників родів Ficedula та Cyanoptila пісня самців менш мелодійна і у більшості видів доволі примітивна.

## Спосіб життя
Гнізда будують на гілках дерев і кущів, у розгалуженнях стовбурів, на пеньках, в напівдуплах, розщілинах, різноманітних нішах (у тому числі скельних виходів), у старих гніздах інших видів і на будівлях людини. Висота розташування гнізд від поверхні землі сильно варіює.
У кладці зазвичай 3-6 яєць. Тривалість інкубації 11-15 днів. Пташенята знаходяться в гнізді близько 2 тижнів та залишають його з недорозвиненими стерновими і маховими перами.
Живляться головним чином комахами різних груп, рідше павукоподібними, дрібними молюскам та іншими безхребетними, а також соковитими плодами деяких рослин. Для більшості видів основним способом полювання є підкараулювання літаючих комах з певної присади (найчастіше гілки дерева) з послідуючою їх ловлею у повітрі на льоту в стрімкому кидку.

## Види
Виділяють двадцять шість видів:
- Мухоловка сіра (Muscicapa striata)
- Мухоловка корсико-сардинська (Muscicapa tyrrhenica)[4]
- Мухоловка акацієва (Muscicapa gambagae)
- Мухоловка далекосхідна (Muscicapa griseisticta)
- Мухоловка сибірська (Muscicapa sibirica)
- Мухоловка бура (Muscicapa dauurica)
- Мухоловка сулавеська (Muscicapa sodhii)[5]
- Мухоловка індокитайська (Muscicapa williamsoni)[6]
- Мухоловка філіпінська (Muscicapa randi)
- Мухоловка сумбійська (Muscicapa segregata)
- Мухоловка бамбукова (Muscicapa muttui)
- Мухоловка руда (Muscicapa ferruginea)
- Мухоловка попеляста (Muscicapa caerulescens)
- Мухоловка болотяна (Muscicapa aquatica)
- Мухоловка ліберійська (Muscicapa cassini)
- Мухоловка оливкова (Muscicapa olivascens)
- Мухоловка лендуйська (Muscicapa lendu)
- Мухоловка гірська (Muscicapa itombwensis)[7]
- Мухоловка темна (Muscicapa adusta)
- Мухоловка західна (Muscicapa epulata)
- Мухоловка жовтонога (Muscicapa sethsmithi)
- Мухоловка екваторіальна (Muscicapa comitata)
- Мухоловка садова (Muscicapa tessmanni)
- Мухоловка каштанова (Muscicapa infuscata)
- Мухоловка ластівкова (Muscicapa ussheri)
- Мухоловка краплистовола (Muscicapa boehmi)